# Cirilo Tejerina
Cirilo Tejerina Gatón (Villaumbrales, Palencia, 8 de julio de 1839 - Palencia, 17 de diciembre de 1918) fue un periodista y político español. Fundó y dirigió el periódico La Autonomía y fue diputado a Cortes y por dos veces alcalde de Palencia.

## Formación
Cursó estudios en Palencia entre 1851 y 1857, obteniendo después en Valladolid el grado de bachiller. Pasó después a estudiar Notaría, aunque no llegó a ejercer la carrera. Desde 1868 ejerció como contratista de carreteras.

## Inicios
En 1867 conoció a José María Orense, Marqués de Albaida, que tendría gran influencia en sus ideas y con el que asiste a reuniones clandestinas del antimonárquico Partido Democrático. 
El 19 de marzo de 1870 funda, junto con Casimiro Junco, el Club Republicano Federal, y en verano de ese mismo año, el periódico La Autonomía, que al ser marcadamente antimonárquico le supone varias denuncias. La amnistía decretada por Amadeo de Saboya a su llegada al trono le salva del procesamiento, pero el periódico es clausurado en junio de 1871.

## Carrera política
Se presenta con la candidatura republicana a las elecciones municipales de 1871, siendo nombrado alcalde el 1 de febrero de 1872. El 22 de julio el Rey Amadeo de Saboya realiza una visita oficial a Palencia, y a pesar de ser un reconocido antimonárquico, Tejerina le recibe como alcalde con todos los honores, haciéndole entrega de las llaves de la ciudad.
En febrero de 1873 el Rey renuncia al trono, y se convocan elecciones a Cortes constituyentes de la I República. Tejerina renuncia a la alcaldía el 28 de mayo para presentarse como candidato por el distrito de Cervera de Pisuerga, logrando acta de diputado en las elecciones del 10 de mayo. Además, el Partido Republicano Democrático Federal consigue una amplia mayoría. Durante su etapa de diputado, abordó diversas problemáticas relacionadas con la provincia de Palencia.
El pronunciamiento de Sagunto por el general Martínez Campos en 1874 pone fin a la República y se produce la restauración monárquica, con lo que Tejerina regresa a Palencia y decide volver a optar a la alcaldía. Concurre a las elecciones municipales de 1887, celebradas en mayo, y resulta elegido concejal.
El 30 de noviembre de 1888 el alcalde Elpidio Abril García debe renunciar a la alcaldía al ser trasladado como fiscal a Matanzas (Cuba) y, como concejal más votado, Tejerina vuelve a ser nombrado alcalde el 4 de enero de 1889. A esta gestión se deben el adoquinado y empedrado de algunas de las principales calles de Palencia y la mejora en las comunicaciones de la ciudad.
En enero de 1890 son designadas sin elecciones desde Madrid las nuevas corporaciones municipales, y el puesto de alcalde le es atribuido al concejal Pedro Romero Herrero, a quien sustituiría en agosto Felino Fernández Villarán. Tejerina continuó como concejal, siendo inaugurado el 29 de marzo de 1891 el alumbrado público en Palencia, un proyecto que él había llevado a cabo. El 30 de junio se constituye una nueva corporación y Tejerina queda ya fuera del consistorio.
Vuelve a concurrir a las elecciones municipales de 1903. A pesar de su triunfo al frente de la coalición republicana, es elegido alcalde por los concejales Luis Hurtado Rodríguez.

## Retirada
En enero de 1906 es designado alcalde Ignacio Martínez de Azcoitia, proclamando Tejerina su confianza en el nuevo regidor, a pesar de sus diferencias políticas, ya que Martínez de Azcoitia es identificado con el conservador Abilio Calderón. No concurre a las elecciones del 12 de noviembre de 1911, y da por terminada su carrera política.
Completamente alejado de la vida política, y desencantado con el rumbo que toma la gestión del país, fallece en su domicilio palentino, el 17 de diciembre de 1918, dos meses después de que lo hubiera hecho su mujer, Mariana, hecho que le afectó seriamente.
El 6 de mayo de 1931 la Corporación Municipal del Ayuntamiento de Palencia acordó dedicarle una calle, que a pesar de los cambios políticos y las variaciones en el callejero, ha sido mantenida en su recuerdo.